# Mihai Tararache (deputat)
Mihai Tararache este un fost politician român, fost deputat în legislatura 2012-2016.